# 가시마다이역
가시마다이역(일본어: 鹿島台駅)은 일본 미야기현 오사키시에 있는 동일본 여객철도 도호쿠 본선의 역이다. 단선 · 섬식의 형태를 합친 복합 구조의 철도 역사이다.

## 타는 곳
| 1 | ■ 도호쿠 본선 | (하행) | 고고타 · 이치노세키 방면         |
| 2 | ■ 도호쿠 본선 | 대피선 | (정기 여객 열차로의 사용은 없다) |
| 3 | ■ 도호쿠 본선 | (상행) | 마쓰시마 · 센다이 방면           |

## 이용 현황
| 연도     | 하루 평균 승차 인원 | 연도     | 하루 평균 승차 인원 |
| 2000년도 | 2,226               | 2006년도 | 1,988               |
| 2001년도 | 2,149               | 2007년도 | 1,912               |
| 2002년도 | 2,082               | 2008년도 | 1,859               |
| 2003년도 | 2,123               | 2009년도 | 1,817               |
| 2004년도 | 2,087               | 2010년도 | 1,695               |
| 2005년도 | 2,055               |          |                     |
| -------- | ------------------- | -------- | ------------------- |

## 역 주변
- 오사키 시 가시마다이 종합지소
- 오사키 시민 병원 가시마다이 분원
- 락 쇼핑타운 가시마다이
- 가시마다이 주오 야구장
- 국도 제346호선

## 인접 정차역
| 도호쿠 본선            | 도호쿠 본선   | 도호쿠 본선                  |
| ---------------------- | ------------- | ---------------------------- |
| 시나이누마 센다이 방면 | ■ 도호쿠 본선 | 마쓰야마마치 이치노세키 방면 |